# NGC 569
NGC 569 est une galaxie spirale située dans la constellation des Poissons. NGC 569 a été découverte par l'astronome allemand Albert Marth en 1864.

## Caractéristiques
Sa vitesse par rapport au fond diffus cosmologique est de 5 488 ± 22 km/s, ce qui correspond à une distance de Hubble de 80,9 ± 5,7 Mpc (∼264 millions d'al).
NGC 569 est une galaxie dont le noyau brille dans le domaine de l'ultraviolet. Elle est inscrite dans le catalogue de Markarian sous la cote Mrk 997 (MK 997).

## Paire de galaxies
La distance de Hubble de PGC 5555, la galaxie voisine de NGC 569, est égale à 81,0 ± 5,7 Mpc (∼264 millions d'al). Ces deux galaxies sont donc à peu près à la même distance de la Terre, et elles sont probablement en interaction gravitationnelle.